# Lake Badgerup
Lake Badgerup ist ein See im Bezirk (LGA) Wanneroo City der Stadt Perth im australischen Bundesstaat Western Australia, rund 15 Kilometer nördlich des Stadtzentrums.
Der See ist 310 Meter lang, 170 Meter breit und liegt 42 Meter über dem Meeresspiegel.